# Польська Вікіпедія
Польська Вікіпедія — вільна польськомовна енциклопедія, одинадцята найбільша Вікіпедія світу за кількістю започаткованих статей. Розпочала свою роботу 26 вересня 2001 року. Кількість статей становить 1 652 395.

Логотип, присвячений 10-й річниці створення польської Вікіпедії

За кількістю статей перебуває на 10-му місці серед усіх мовних розділів, на 9-му місці серед європейських Вікіпедій (між італійською та українською) та на 2-му місці серед Вікіпедій слов'янськими мовами (між російською та українською). Показник глибини у порівнянні з іншими Вікіпедіями є доволі низьким, дорівнює 35.2, тоді як, для порівняння, українська Вікіпедія має глибину 60, а іспанська — 196.3.

## Наповнення
На середину-кінець квітня 2007 Польська Вікіпедія містила понад 372 100 статей, з них:
- Польські населені пункти — 45 888 (вважають, що з них близько 6 000 статей створено людьми, решта — ботами);
- Французькі населені пункти — понад 36 370;
- Планетоїди — понад 14 000;
- Італійські муніципалітети — понад 8 090;
- Незакінчені статті про персоналії — понад ‎16 450 (всі створені людьми);
- Об'єкти NGC — понад 7 030;

### Таблиця зміни кількості статей
| 26.09.2001 | 16.09.2005 | 26.01.2006 | 26.09.2006 | 08.07.2007 | 14.05.2008 | 30.04.2009 | 12.05.2010 | 10.05.2011 | 04.06.2012 | 24.09.2013 |
| ---------- | ---------- | ---------- | ---------- | ---------- | ---------- | ---------- | ---------- | ---------- | ---------- | ---------- |
| 1          | 100 000    | 200 000    | 300 000    | 400 000    | 500 000    | 600 000    | 700 000    | 800 000    | 900 000    | 1 000 000  |

### Демографія

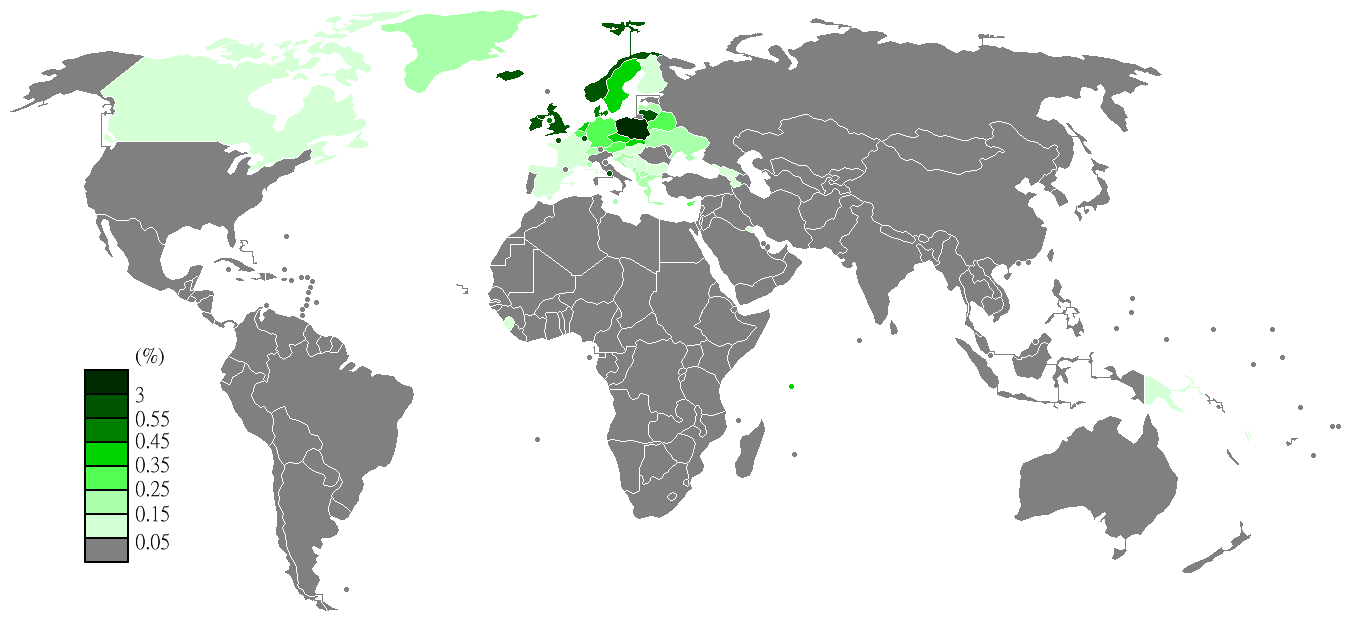
Географія читачів польської Вікіпедії (2011—2012)

Аналіз активності редакторів польської Вікіпедії показує, що найбільше цей проєкт редагують тоді, коли в Польщі ніч. Подібну залежність відмічали в італійській, угорській, каталонській і нідерландській Вікіпедіях. Розподіл активності по днях тижня виявляє, що максимуми припадають на вихідні, що відрізняє польську Вікіпедію від англійської, німецької, іспанської, португальської та іспанської, де більш плідними є будні. Більшість редагувань у польській Вікіпедії здійснюють з території Польщі (91 %), порівняно значна частка — з Великої Британії (1,5 %), США (1,3 %), Німеччини (1,1 %), Франції (0,8 %) Швеції (0,7 %). Редагування польської Вікіпедії становлять 2,1 % від усієї кількості редагувань Вікіпедії.

## Цікаві факти
- У польській Вікіпедії протягом двох років (2004—2006) існувала містифікація про вигадану особу — Генрика Батуту.